# Tago Island
Tago Island ist eine philippinische Insel in der Provinz Iloilo. Sie liegt etwa 200 Meter vor der Ostküste der Insel Panay, nordöstlich liegt in 100 Metern Entfernung Pan de Azucar, 2 km östlich liegt Botlog Island und 3 km südöstlich liegt Igbon Island. Tago Island liegt der Concepcion Bay vorgelagert, wird von der Großraumgemeinde Concepcion aus verwaltet. Sie ist unbewohnt und befindet sich in Privatbesitz.
Die Topografie der 5,87 km² großen Insel ist gekennzeichnet durch ein hügeliges Terrain, das im Süden bis auf 170 Meter über dem Meeresspiegel ansteigt. Die Küstenlinie der etwa 4,5 km langen und ca. 1,8 km breiten Insel wird durch Sandstrände gesäumt. Östlich und nördlich liegen ausgedehnte Korallenriffe der Insel vorgelagert und die westlichen Gewässerabschnitte sind sehr flach. Der Pflanzenwuchs der Insel besteht größtenteils aus Kokos-, Nipapalmen, Mango- und Pilinussbäumen.
Fährverbindungen zur Insel bestehen nicht, es müssen Auslegerboote im Fischereihafen von Concepcion gemietet werden. Die Überfahrt dauert ca. 10 Minuten.